# Канюля

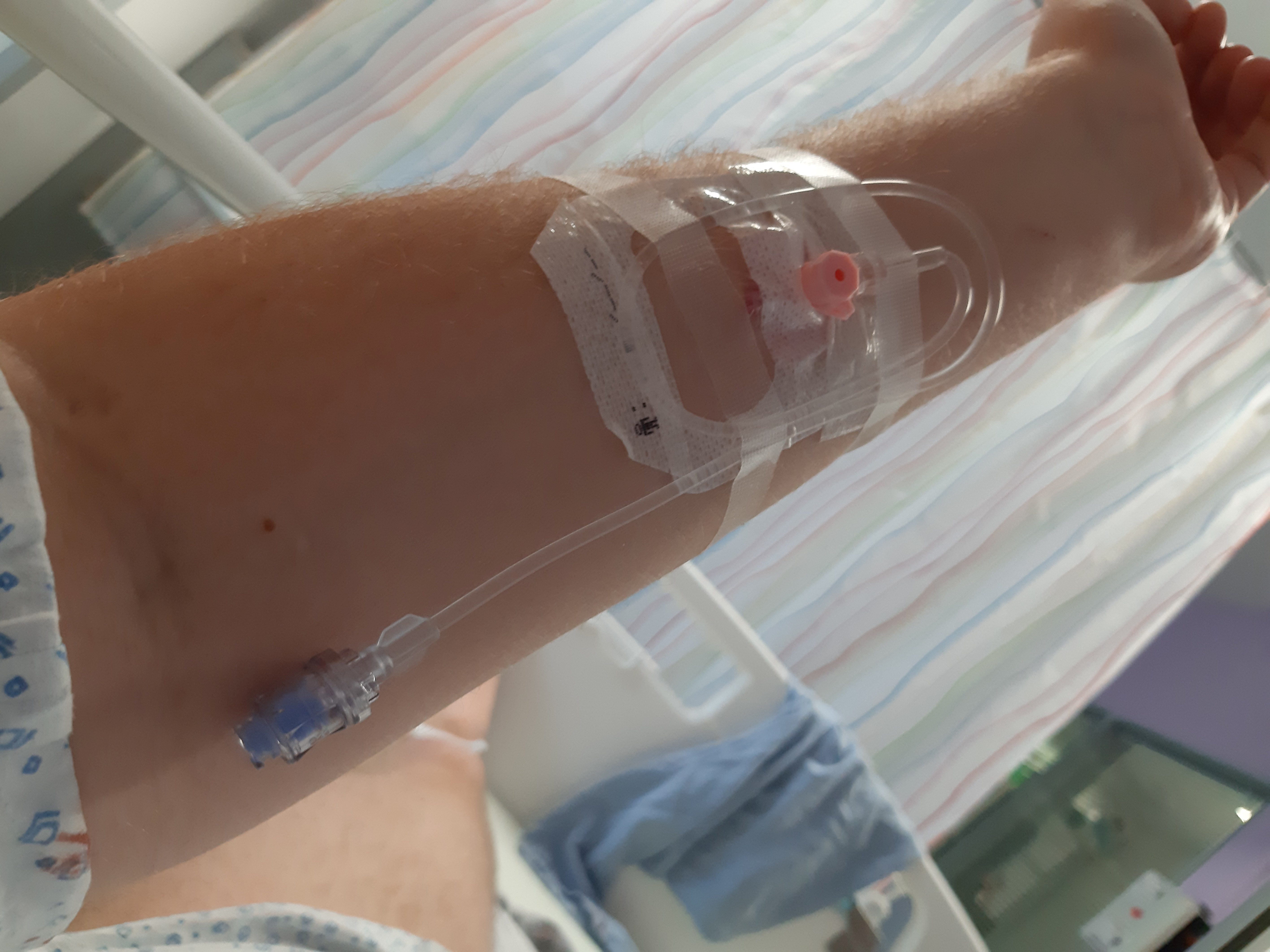
Канюля, у которой игла и головка иглы соединены гибкой трубкой; иглу вводят в вену, а к головке присоединяют, например, аппарат для трансфузии или капельницу.

Каню́ля (от фр. canule; лат. cannula; греч. κάνουλα) — конусообразная в просвете муфта трубки (катетера, инъекционной иглы и т. д.), предназначенной для введения в естественные полости или в полые органы человеческого организма или животного, либо часть медицинского (ветеринарного) инструмента (троакара и т. д.) в виде короткой изогнутой тупой чаще металлической трубки для проведения манипуляций в неглубоких полостях. Изготовленные из мягкого материала канюли содержат в себе твёрдый штифт, который придаёт конструкции жёсткость и позволяет легко ввести изготовленную из мягкого материала трубку в полость тела, после установки и фиксации которой штифт убирается. Канюлям, изготовленным из металла, штифт обычно не требуется. Данные устройства широко применяются в медицине для подачи или отвода различных веществ.
Чаще всего канюли применяются при внутривенных инъекциях для введения препаратов непосредственно в кровоток. Также они могут быть использованы для пункции полых органов и полостей человеческого тела с целью удаления из них патологического содержимого, крови, гноя, экссудата. Канюли могут извлекаться непосредственно после завершения процедуры либо при клинической необходимости оставаться в теле пациента продолжительное время для обеспечения быстрого доступа к катетеризированному органу или полости.и т. д.

## Инъекционные иглы
В медицинских полых иглах канюлей иногда называют утолщённую часть, предназначенную для соединения изделия со шприцом, системой для внутривенных вливаний и т. д.. Правильное наименование этой части — «головка иглы».

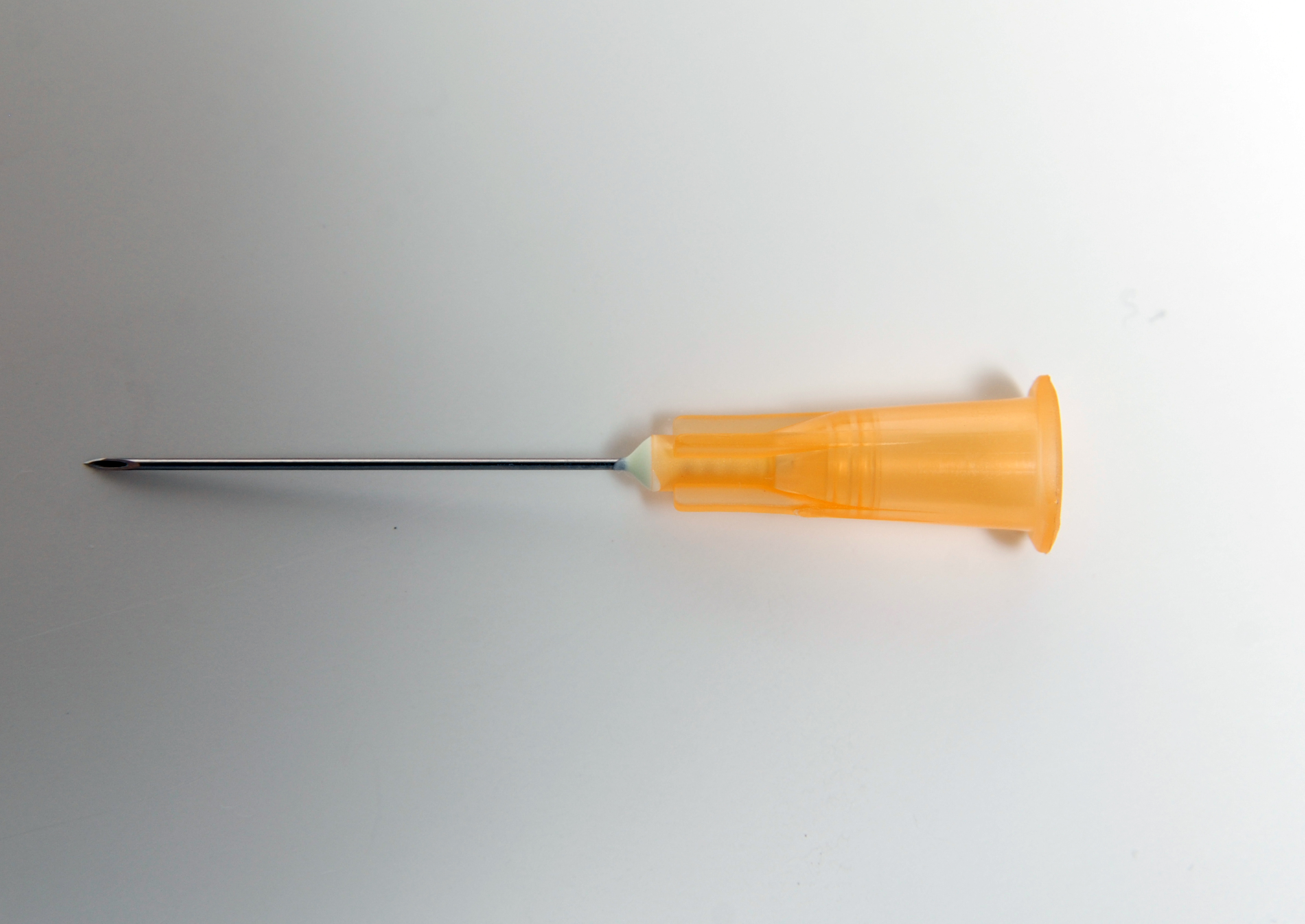
Инъекционная игла с пластиковой головкой
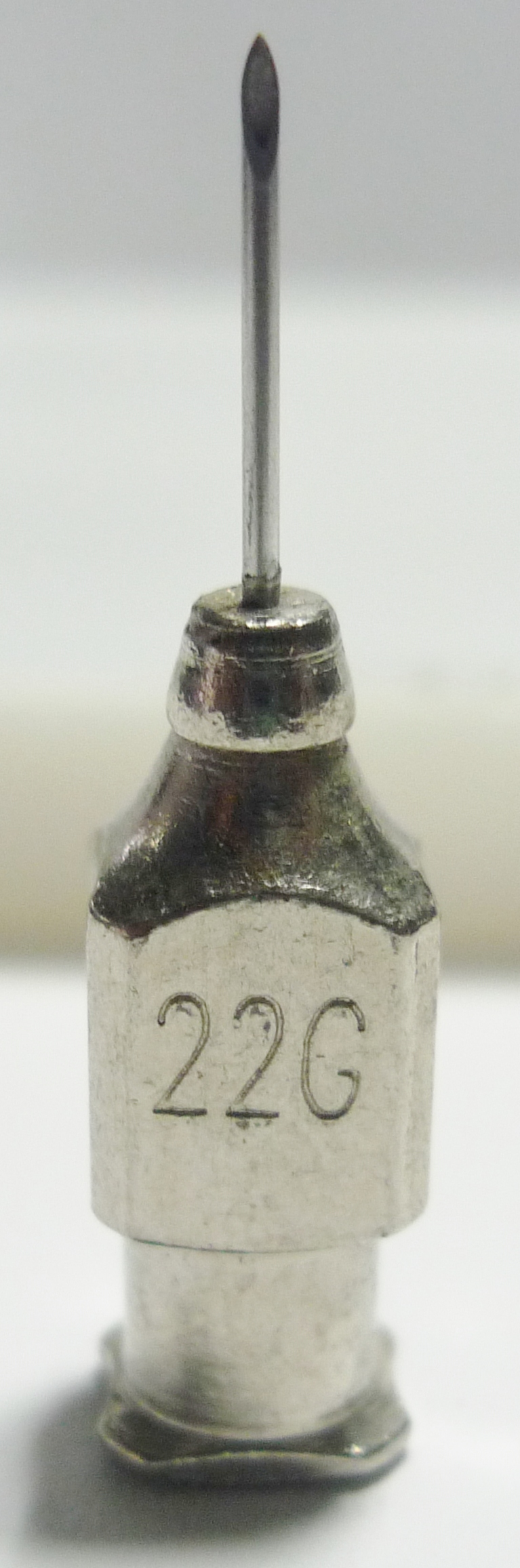
Инъекционная игла с металлической головкой
Головка внутривенного катетера
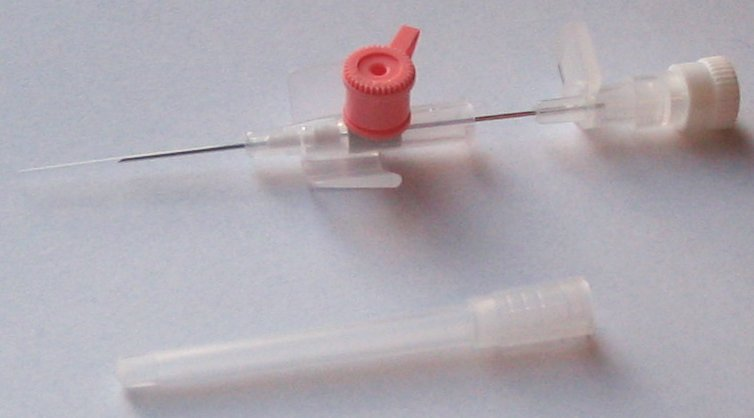
Канюля, предназначенная для установки в вену

## Носовая канюля
Носовая канюля (назальная канюля, биназальная канюля) — устройство, применяемое вместо кислородной маски у пациентов. Состоит из пластиковых трубок, которые вводятся на 1—2 см в каждую ноздрю пациента и через которые кислород попадает в полость носа. На другом конце трубки соединяются и подключаются к кислородной системе, которая может быть переносным кислородным баллоном или центральной системой распределения кислорода. Разработана Уилфредом Джонсом и запатентована в 1949 году.

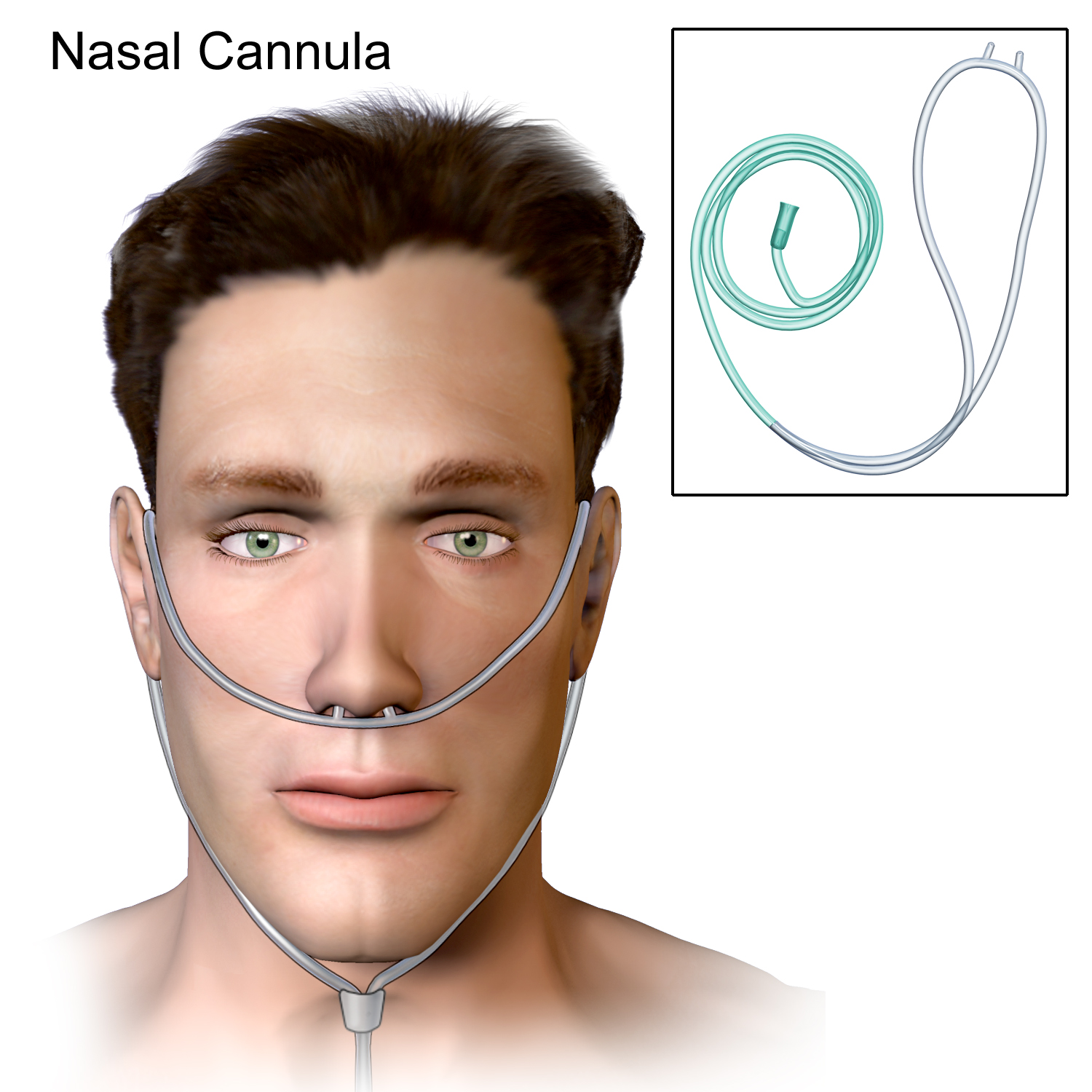
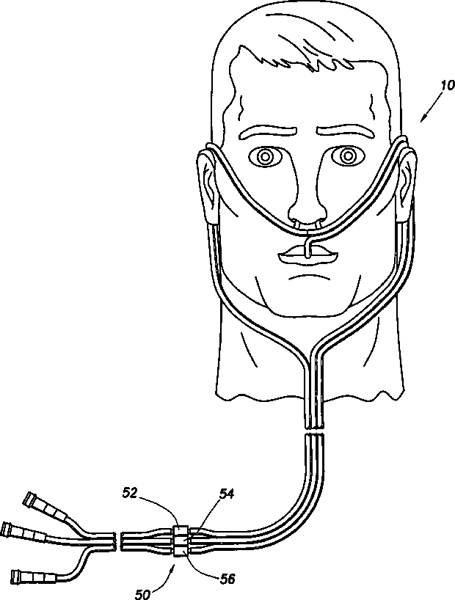
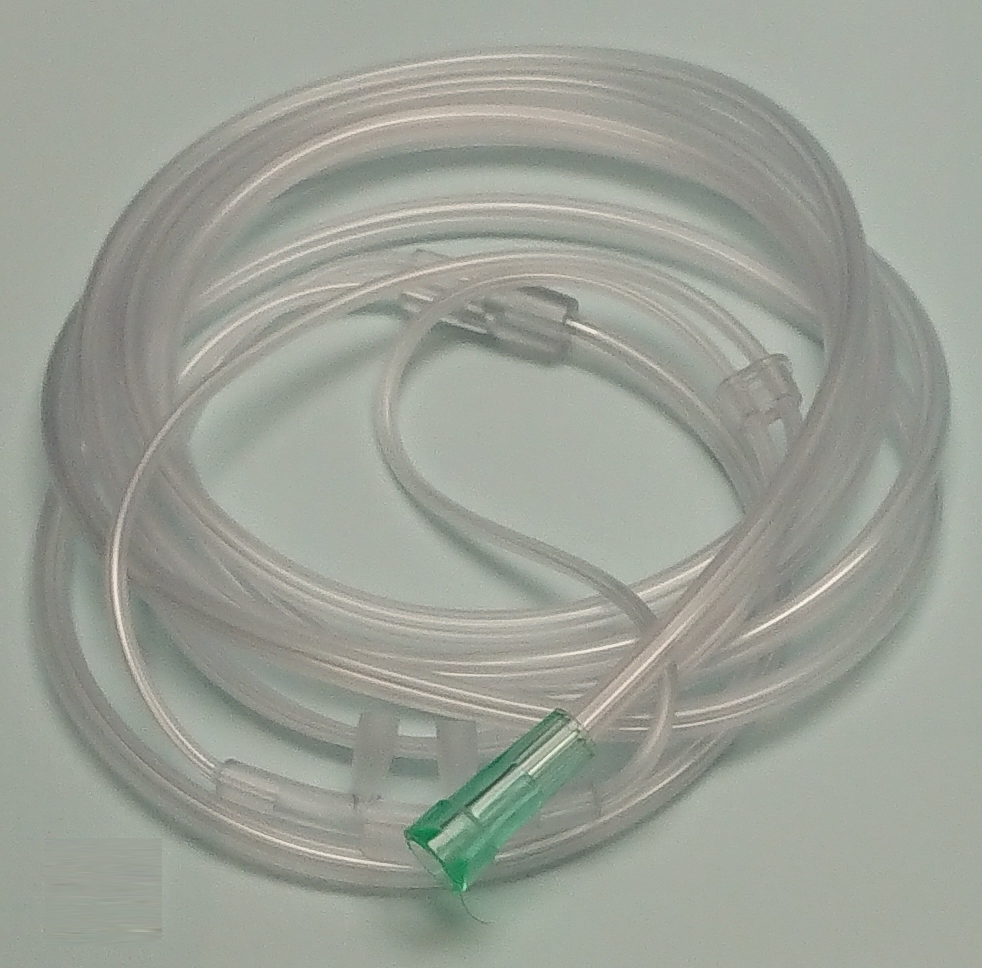
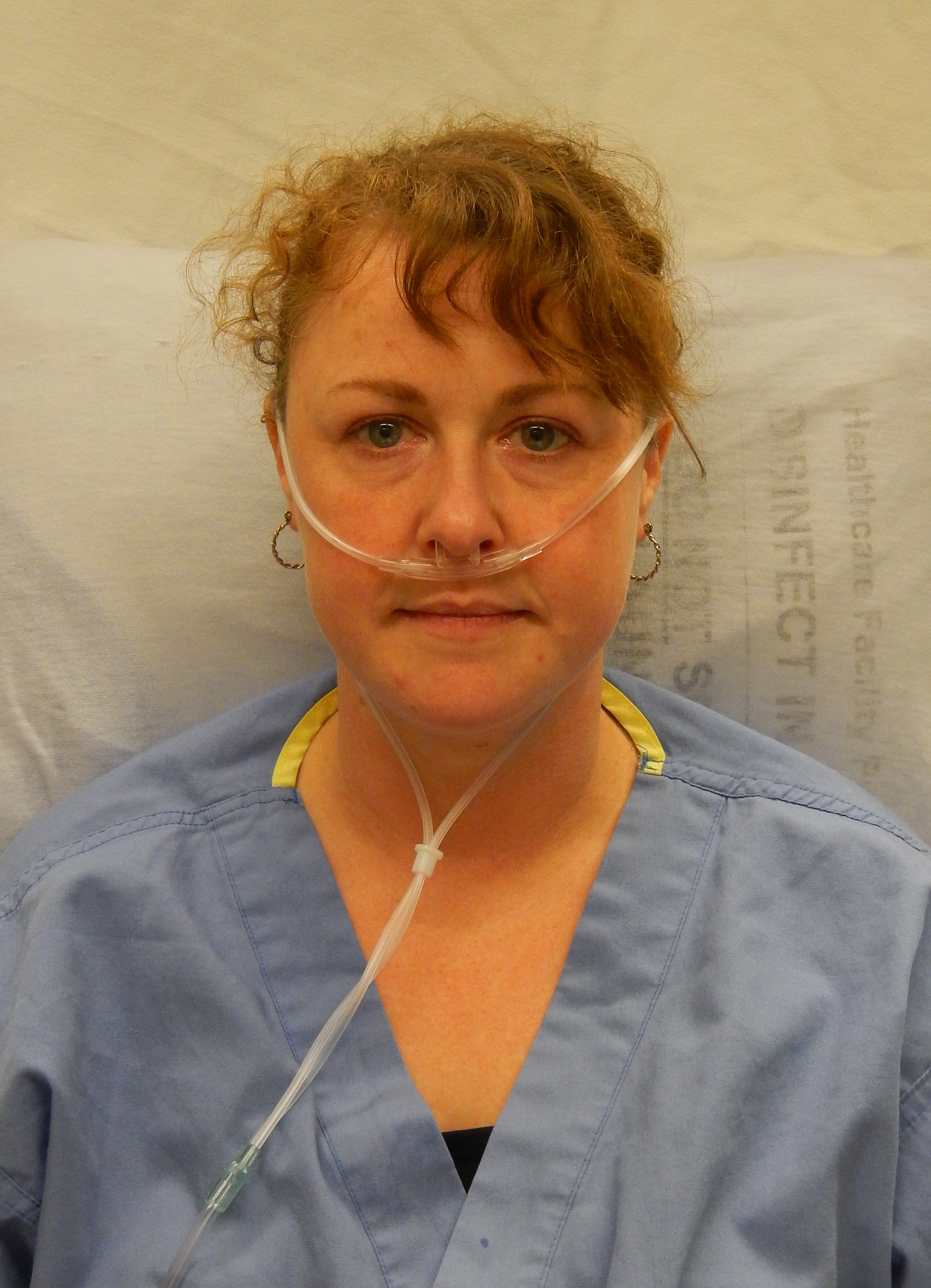